# Abhängling

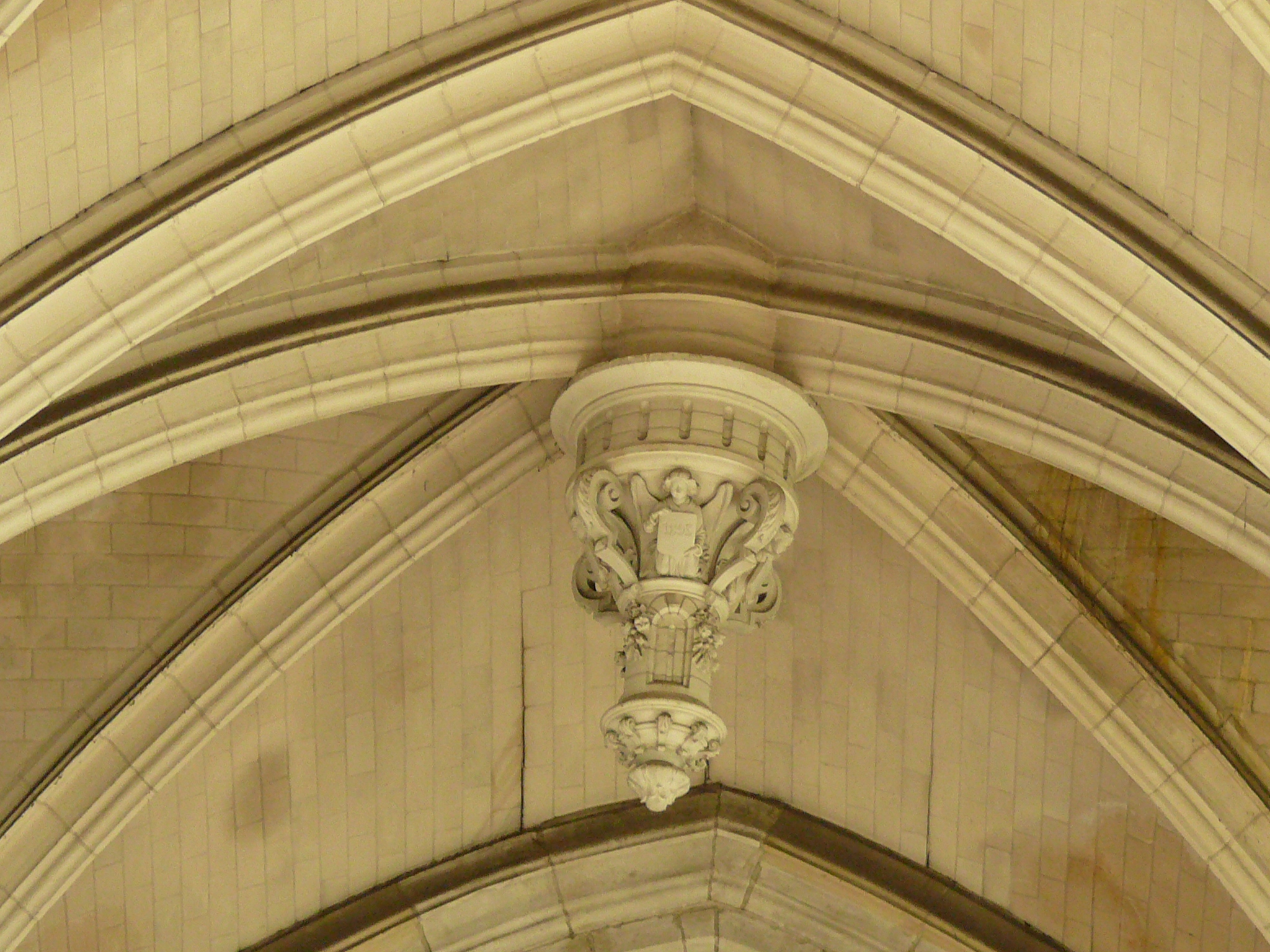
Gewölbe-Abhängling in der Kirche St-Pierre-Saint-Paul, Aumale

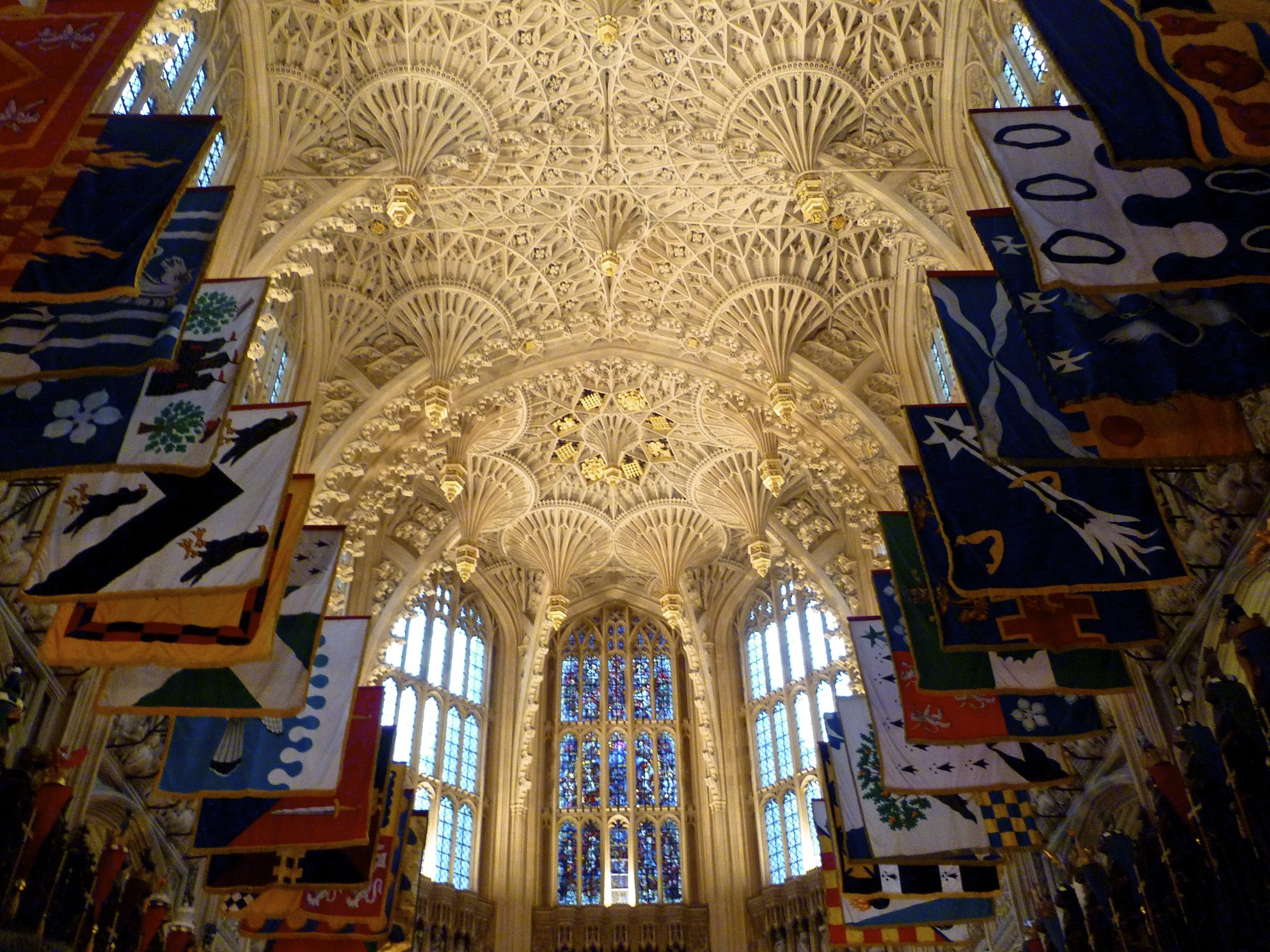
Hängende Schlusssteine in der Henry-VII.-Chapel in der Westminster Abbey, London

Der Begriff Abhängling oder „Hängezapfen“ ist ein Baufachbegriff und steht im historischen Bogen- oder Gewölbebau für einen herabhängenden Schlussstein. Dieser ist oft in Form eines Zapfens oder eines Knaufes ausgebildet.

Bei der Sonderform des spätgotischen Zweischichtengewölbes gibt es auch Abhänglinge in Form eines mittels Eisenanker tief herabhängenden Schlusssteins, auf welchem in filigraner Form Gewölberippen ihr Auflager haben. Diese besonders kunstvollen Spezialkonstruktionen sind vom ähnlichen Absenker oder hängenden Trichter zu unterscheiden.

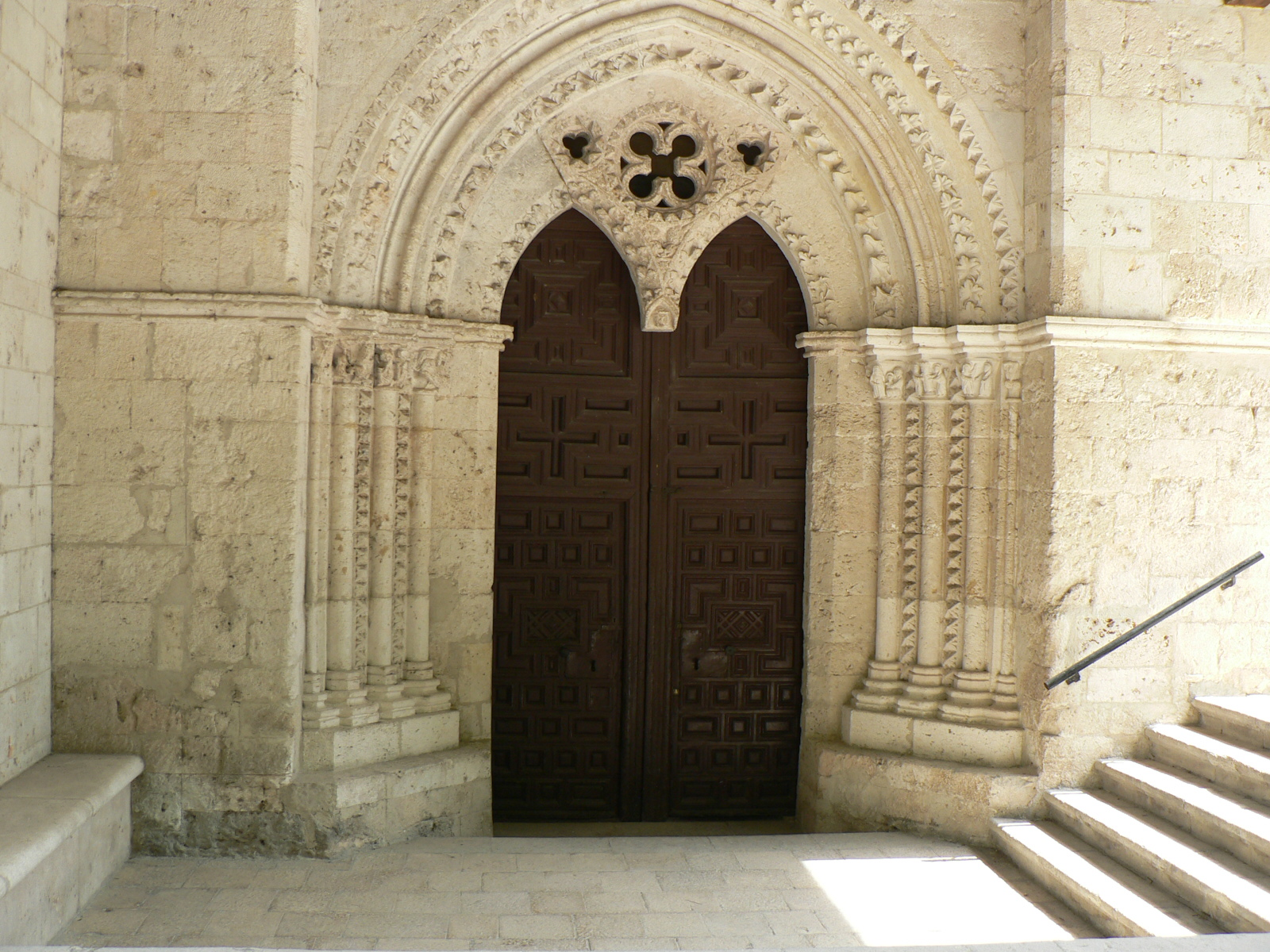
Hängender Schlussstein an einem spätromanischen Portalbogen (Brihuega, Spanien)

Im Holzbau ist ein Abhängling das untere Ende einer Hängesäule unterhalb der von der Hängesäule getragenen Balken. Derartige Konstruktionen finden sich vor allem in den Bauten des englischen Tudorstils.
Abhänglinge und hängende Gewölbe spielen in hohem Maße mit statischen Konstruktionsgrundlagen und den Sehgewohnheiten der Betrachter, da der Schlussstein normalerweise an der höchsten Stelle des Gewölbes eingekeilt ist.

## Hängende Schlusssteine

### Europa

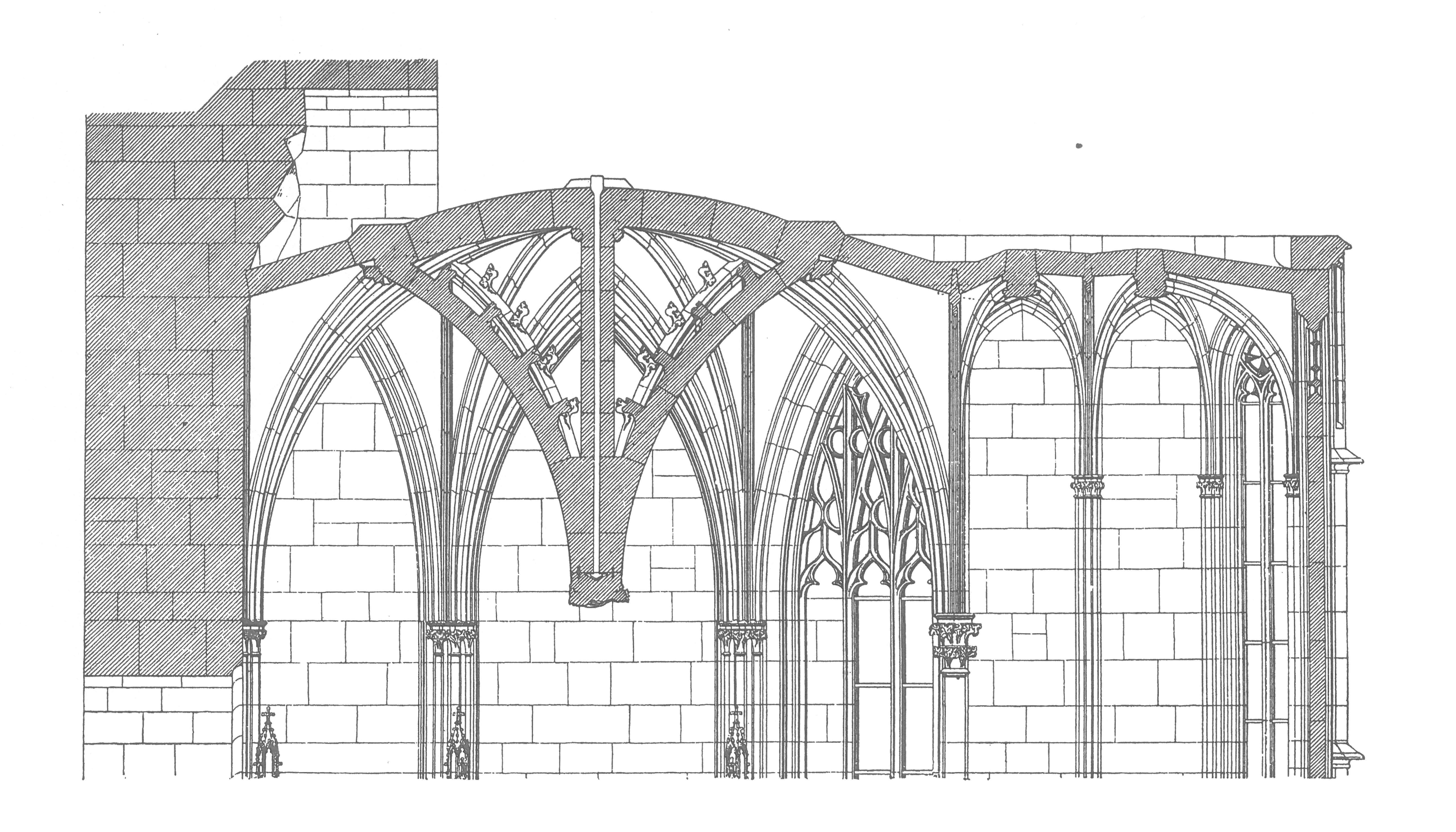
Längsschnitt durch Gewölbe und Abhängling der Katharinenkapelle im Stephansdom, Wien (Max Hasak, 1927)
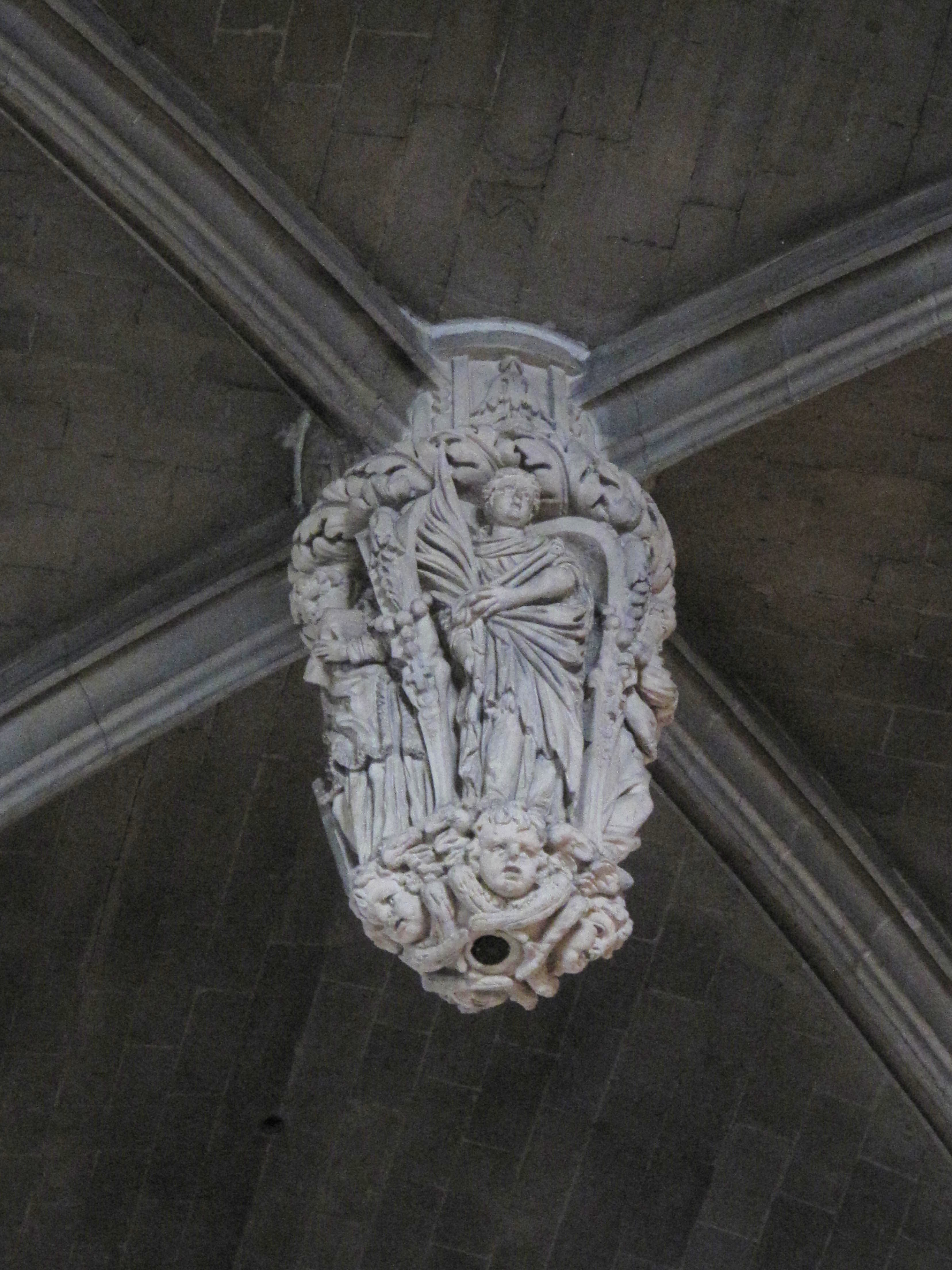
Saint Laurent, Paris
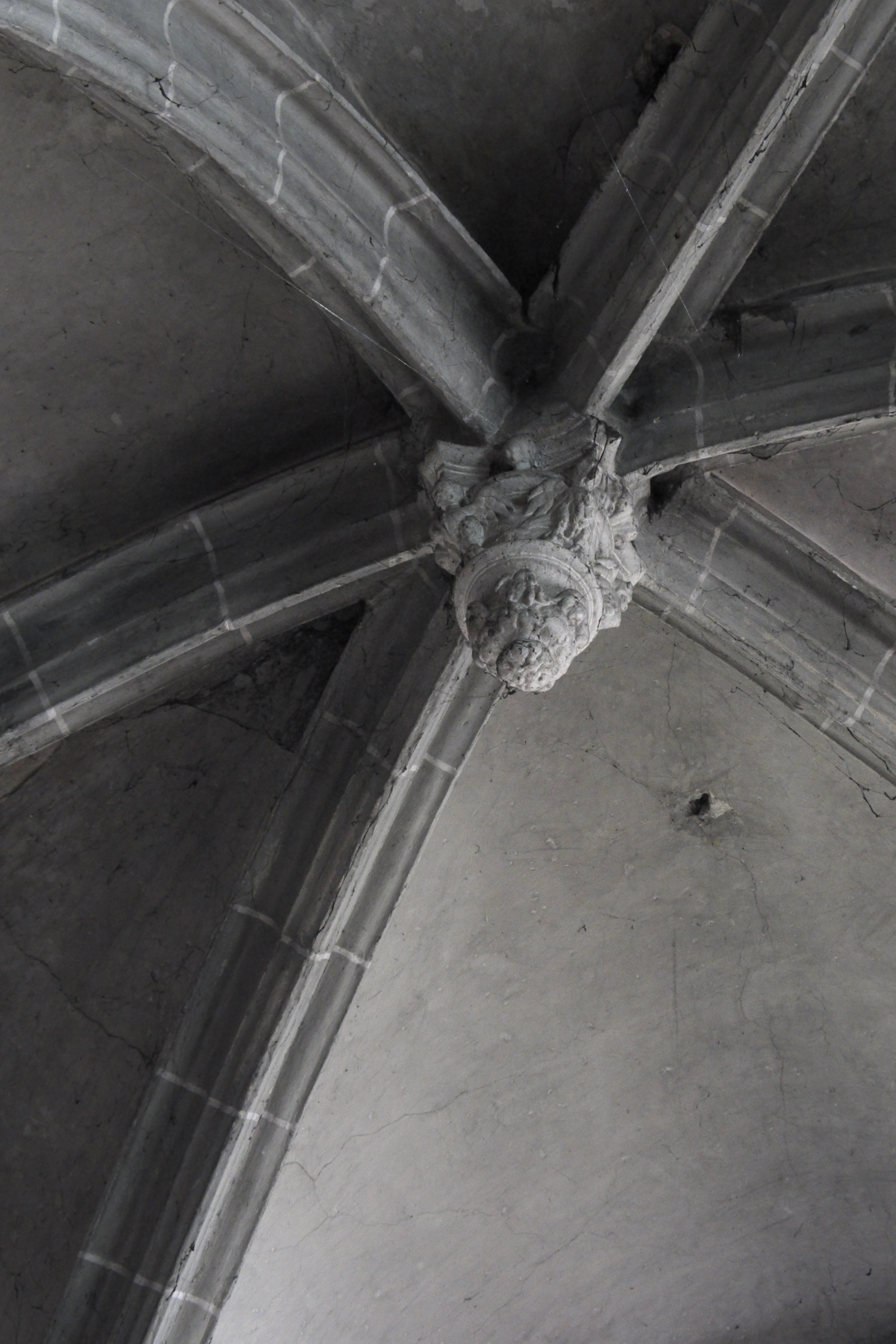
Saint-Jean-Baptiste, Nemours
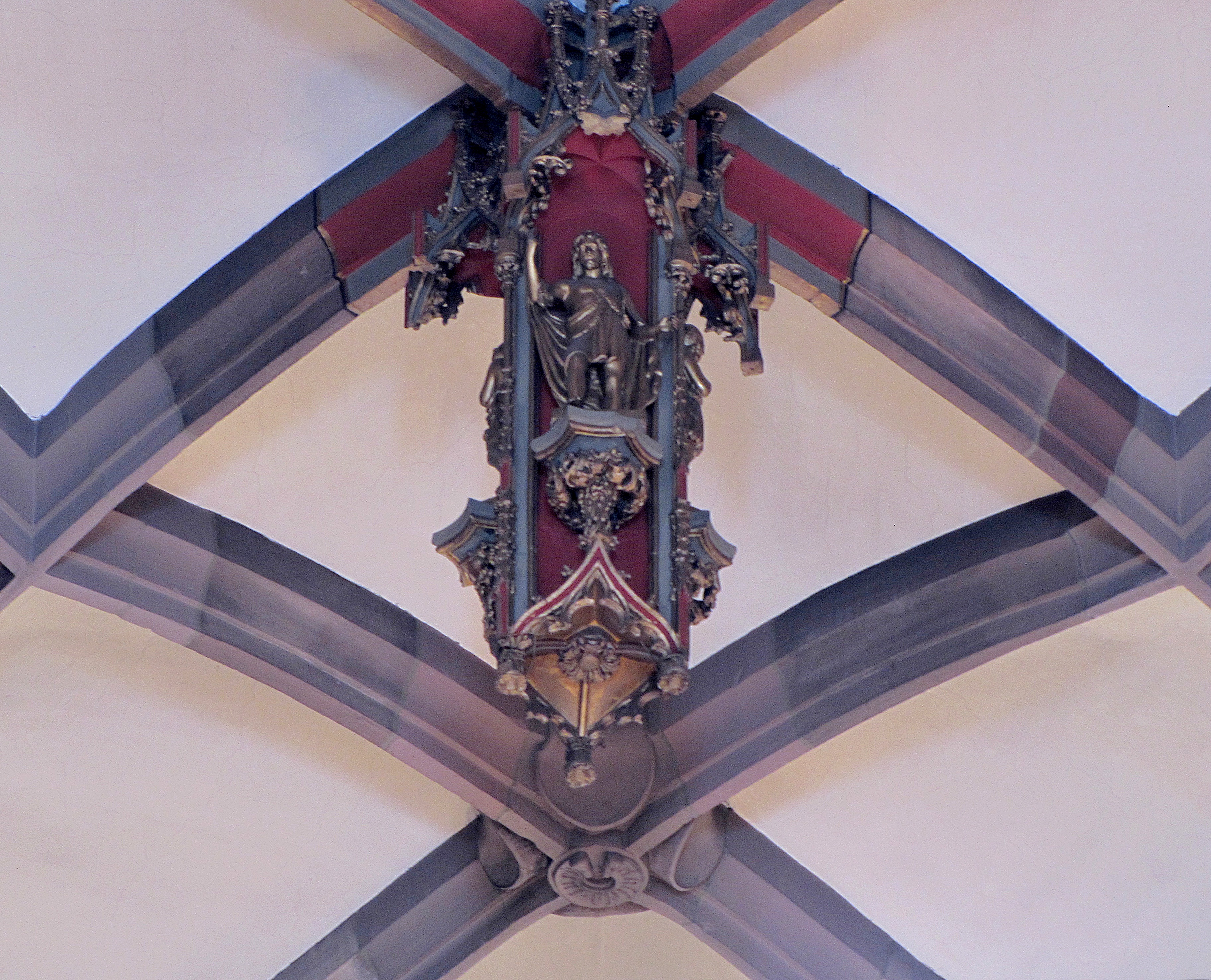
Saint-Pierre-le-Vieux, Straßburg
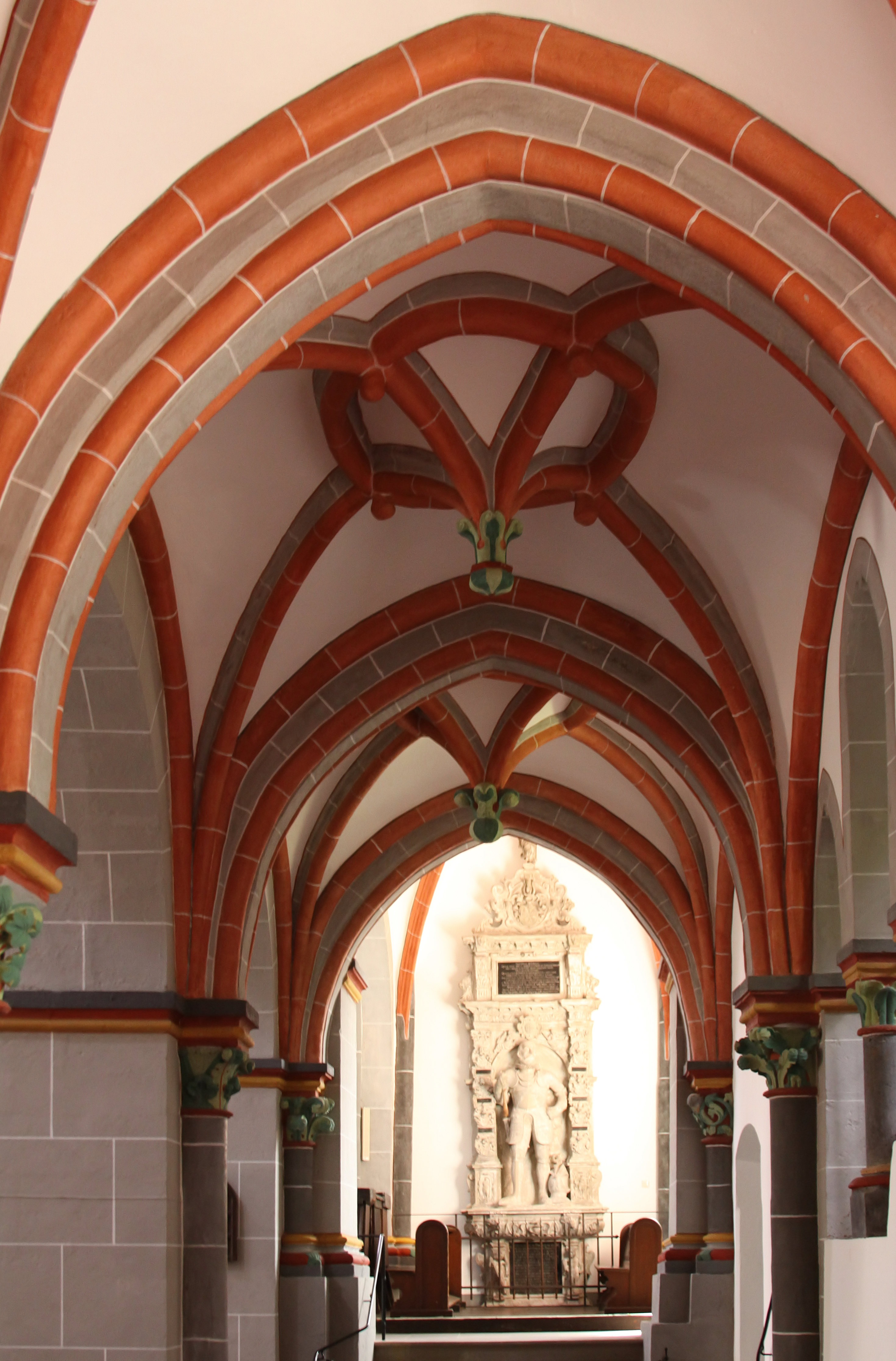
Südliches Seitenschiff mit hängenden Schlusssteinen, St. Peter (Bacharach)

### Indien
Zeitlich etwas früher finden sich zahlreiche hängende Schlusssteine (padmashilas) in den Kragkuppeln der mittelalterlichen hinduistischen und jainistischen Tempel Indiens.

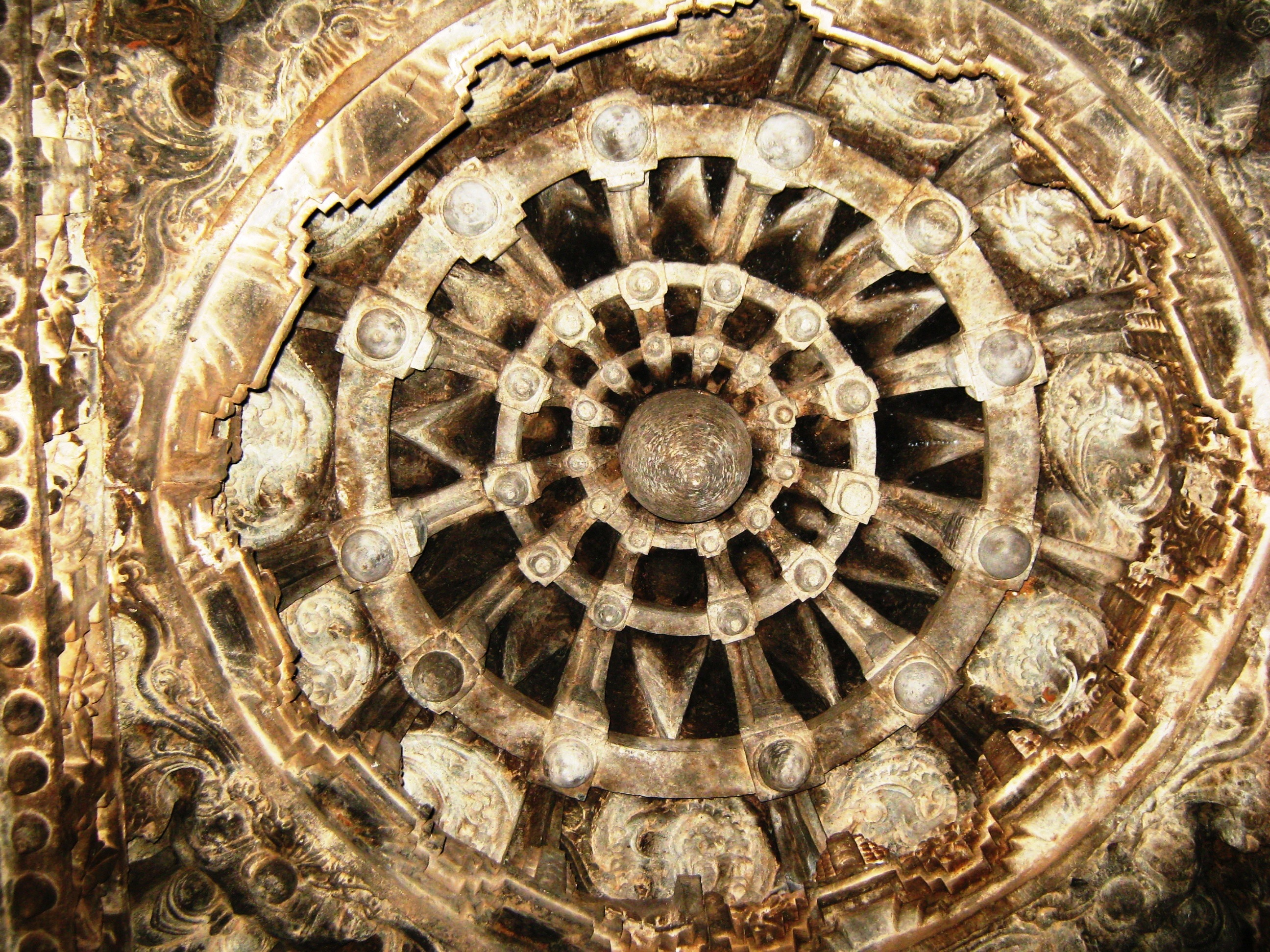
Belur, Indien (um 1190)
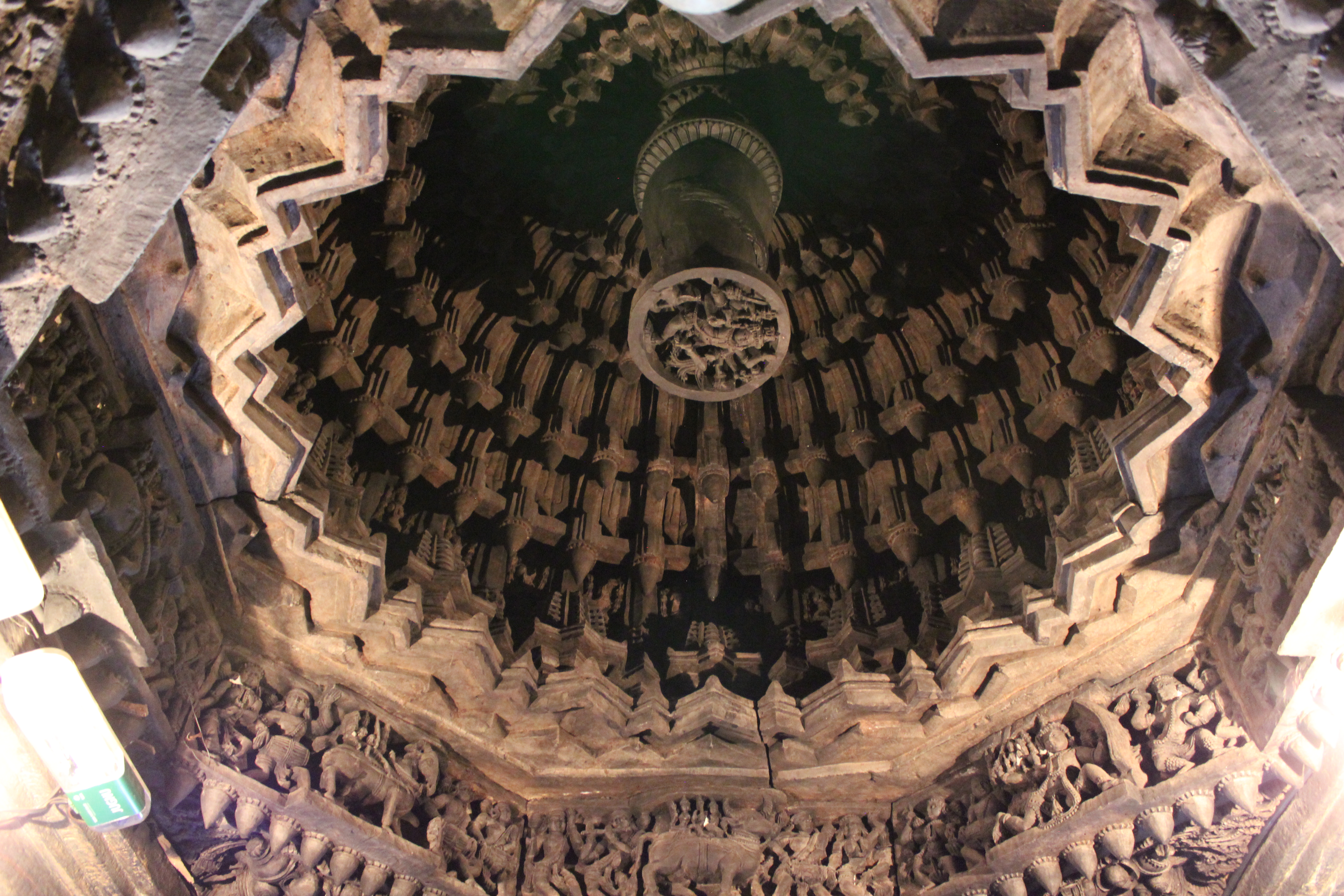
Amruthapura (um 1200)
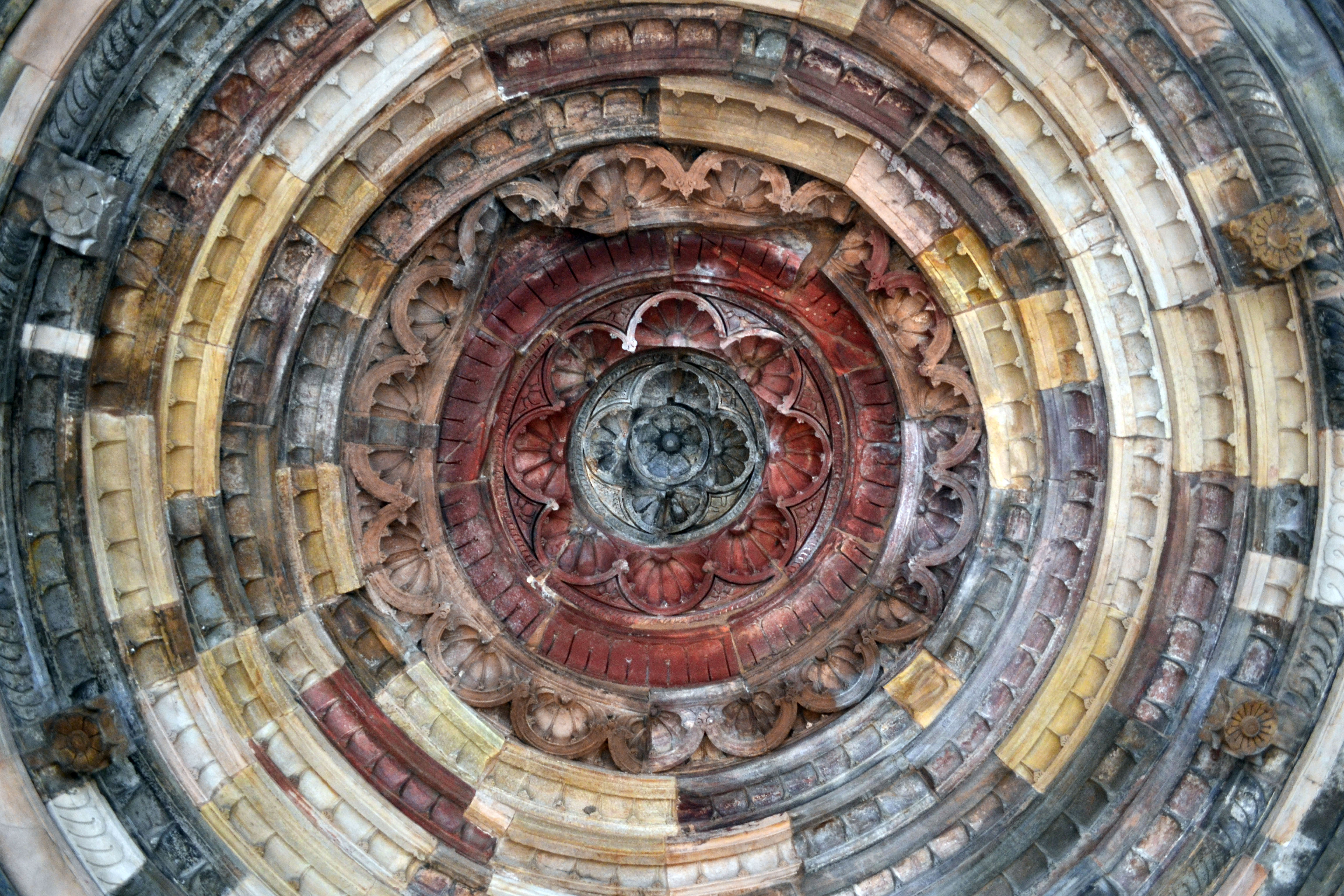
Delhi (um 1220)
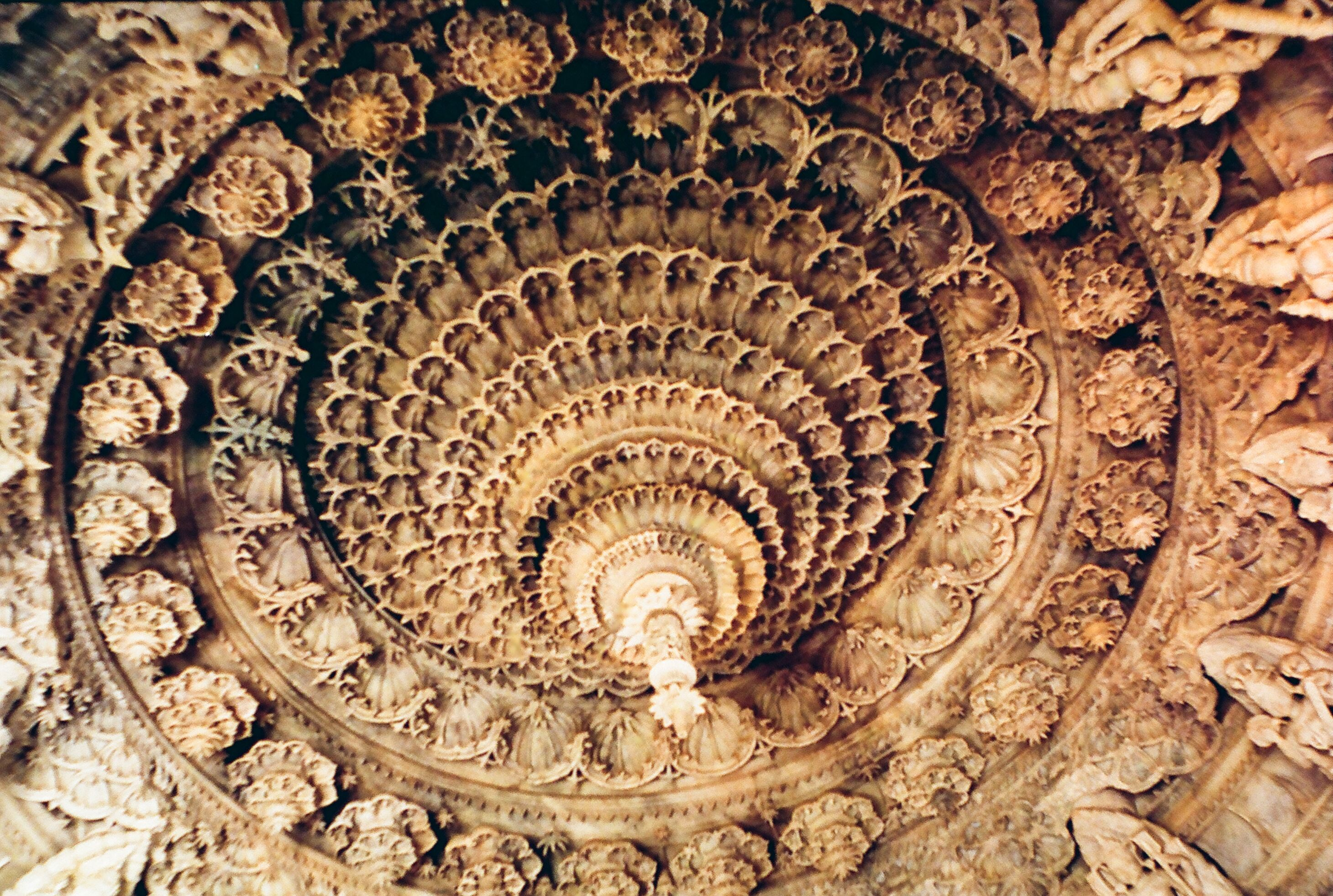
Mount Abu (um 1250)
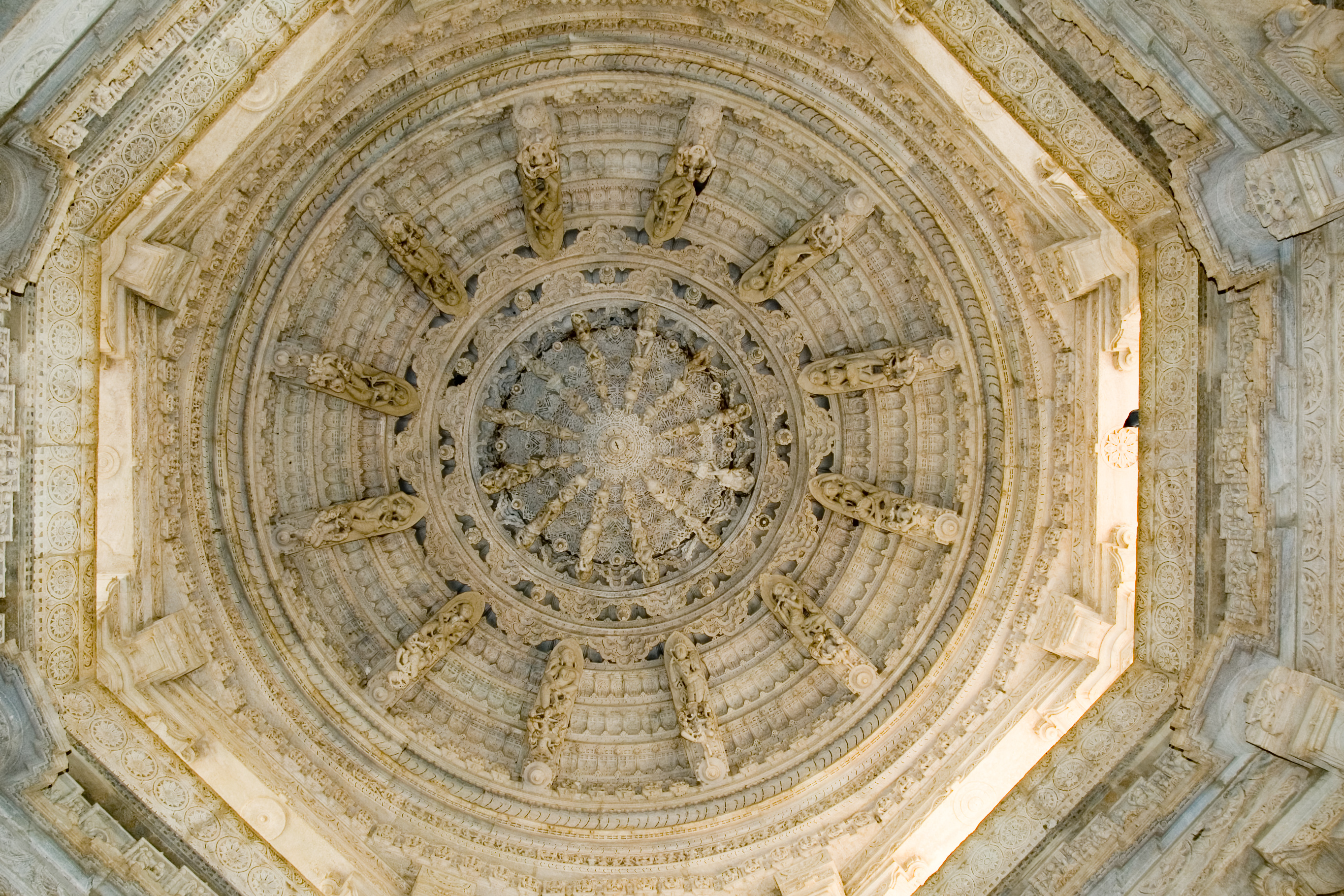
Ranakpur (um 1450)

## Falsche Schlusssteine
Die Abhänglinge der Abtei Cadouin (es gibt zahlreiche weitere Beispiele) sind selbstständige Skulpturen und keine echten Schlusssteine, da sie mittels Metallankern an die konstruktiven, lastübertragenden Schlusssteine oder Gewölbezwickel „an- oder abgehängt“ sind. Sie sind stets unsymmetrisch und immer eigenständig gestaltet und teilweise deutlich größer im Umfang als die konstruktiven Schlusssteine. Von ehemals 95 Abhänglingen in der Abtei Cadouin sind etwa 25 erhalten.

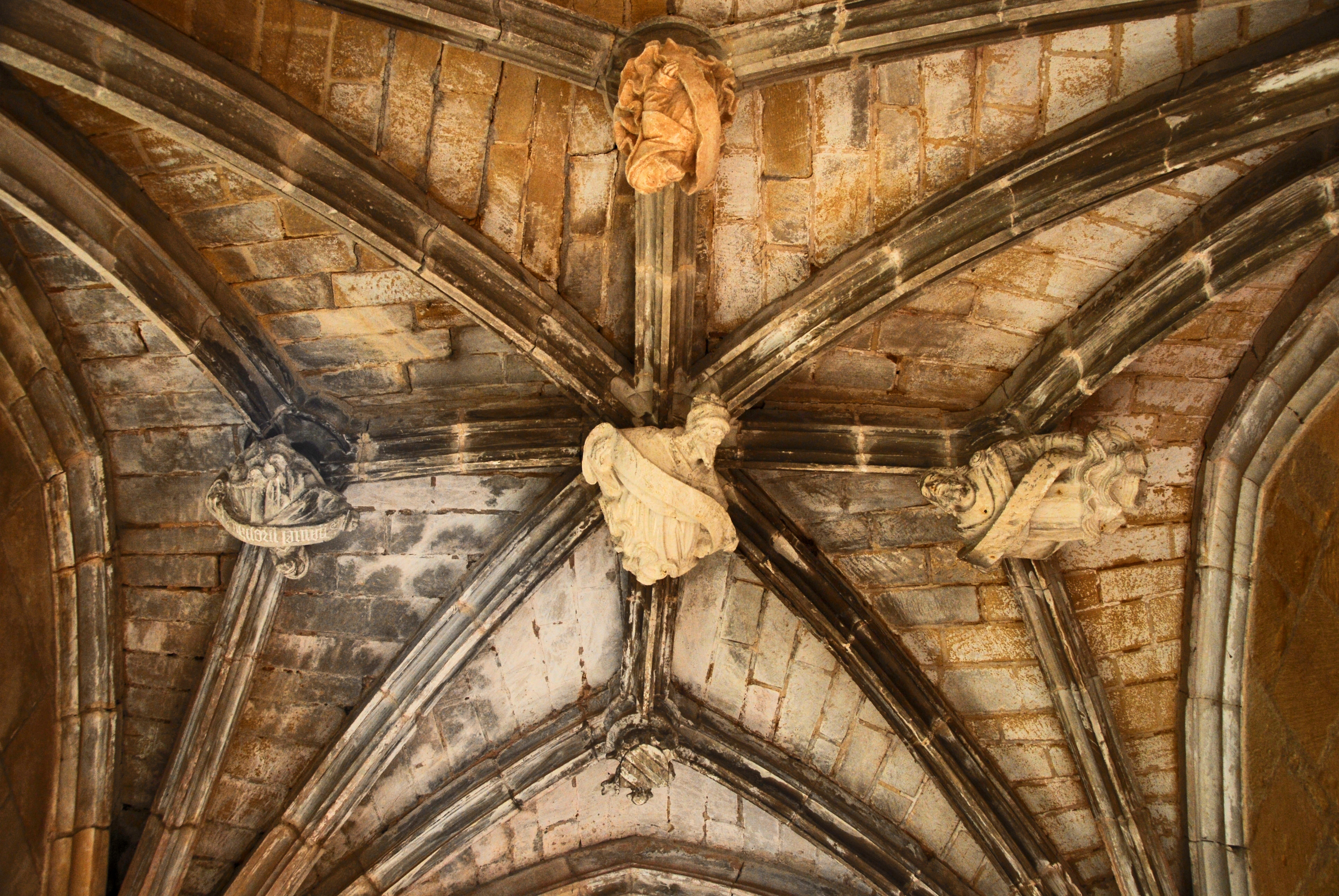
Abtei Cadouin (Aquitanien) Gewölbefeld mit fünf Abhänglingen
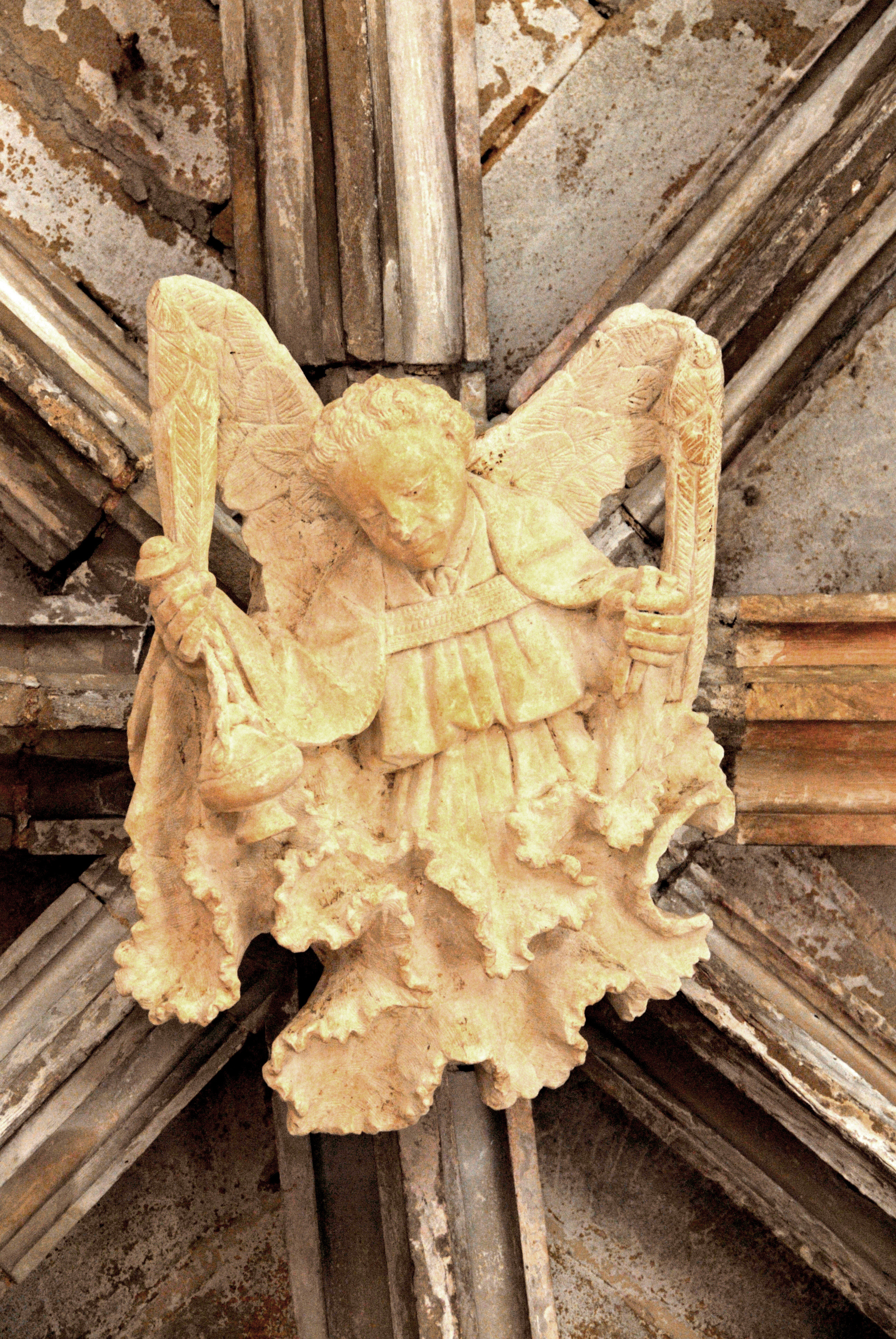
Abtei Cadouin Abhängling, Engel mit Räucherfass
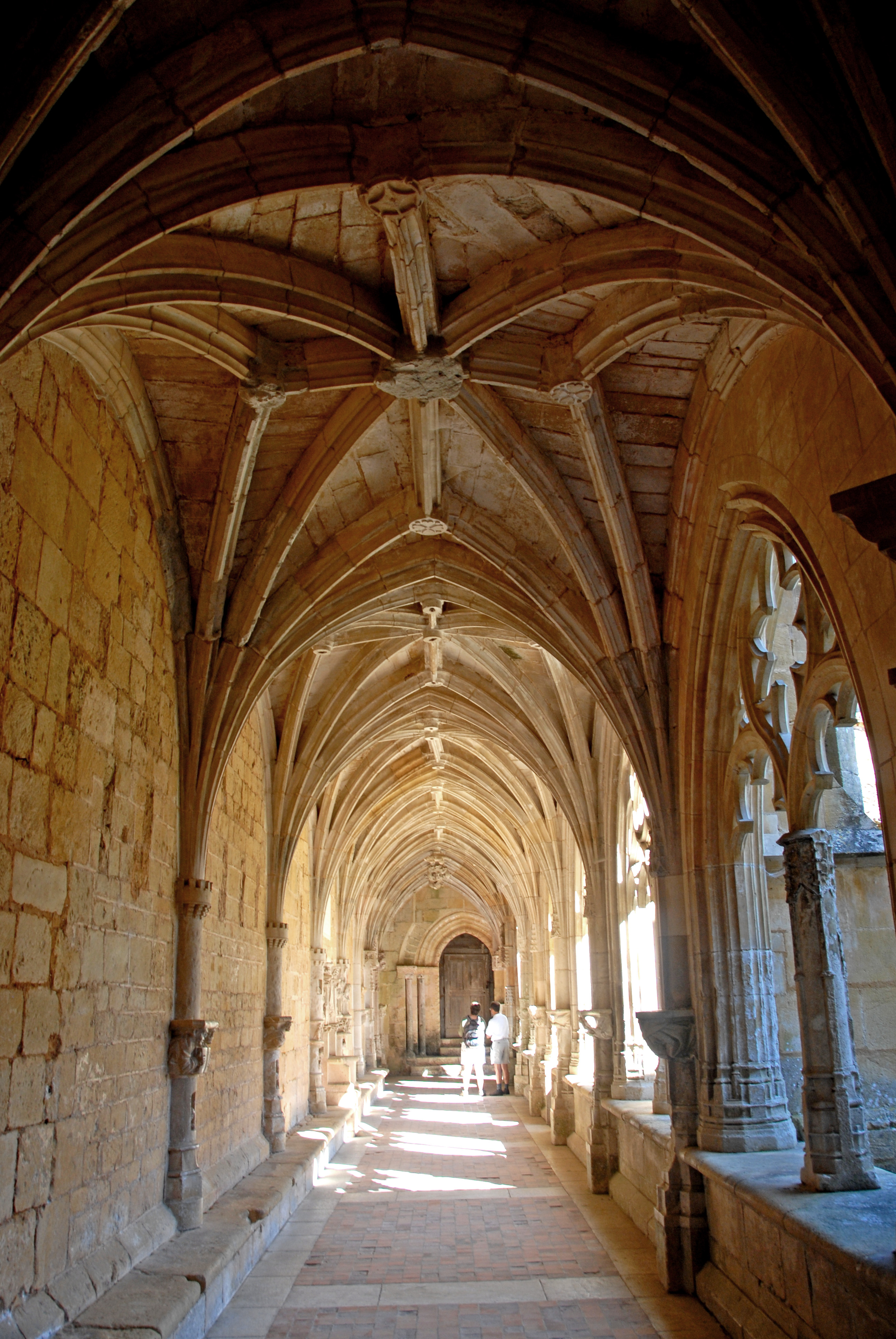
Abtei Cadouin, Nordgalerie, konstruktive Schlusssteine ohne Abhänglinge (entfernt)

## Hängende Gewölbe (Hängende Trichter)
Aus den hängenden Schlusssteinen entwickeln sich in der europäischen Spätgotik hängende Gewölbeteile (hängende Trichter), deren Rippen nicht mehr in einem Scheitelpunkt zusammenlaufen, sondern kurz zuvor eine abwärts gerichtete Kehrtwendung machen. Die Trichterbildung kann sogar so weit gehen, dass sich die Rippen vom Untergrund lösen, sich als sogenannte Luftrippengewölbe frei im Raum bewegen und auf den Knäufen der hängenden Schlusssteine aufruhen. Dies wurde konstruktiv durch von unten nicht sichtbare Zuganker aus Eisen oder Kupfer bewerkstelligt.

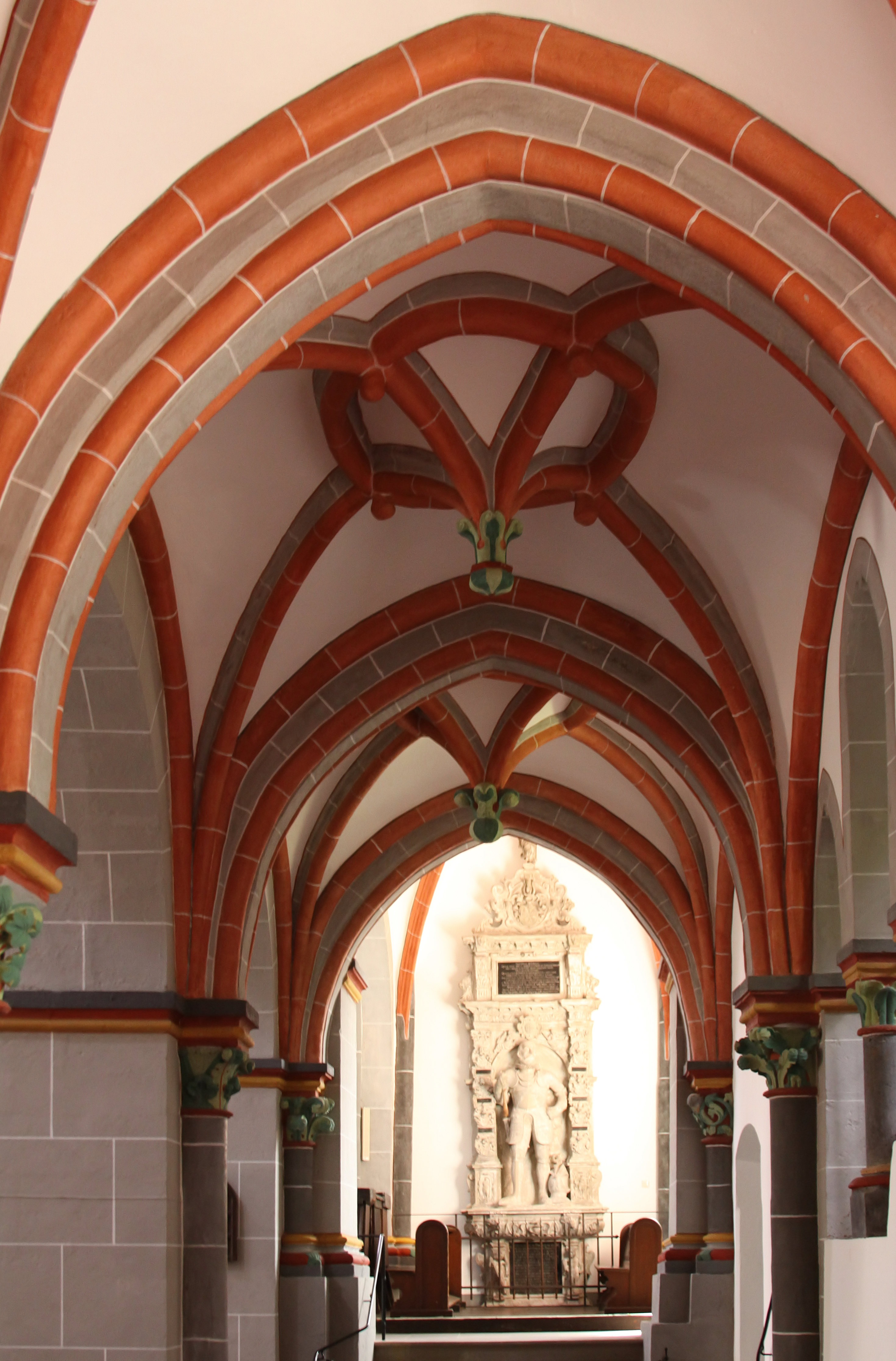
Südliches Seitenschiff der Kirche St. Peter, Bacharach
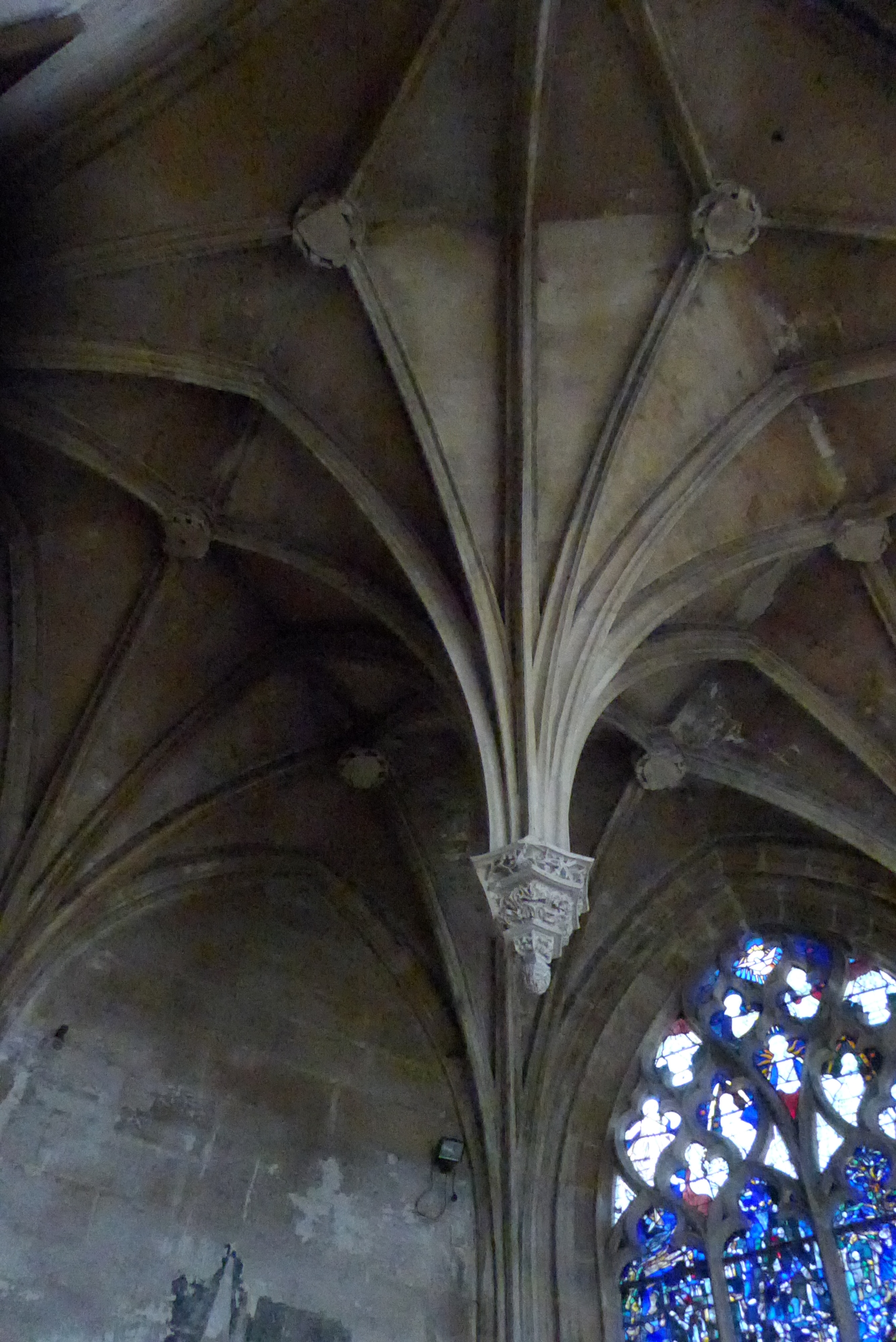
Chor von Notre-Dame in Caudebec-en-Caux, Normandie
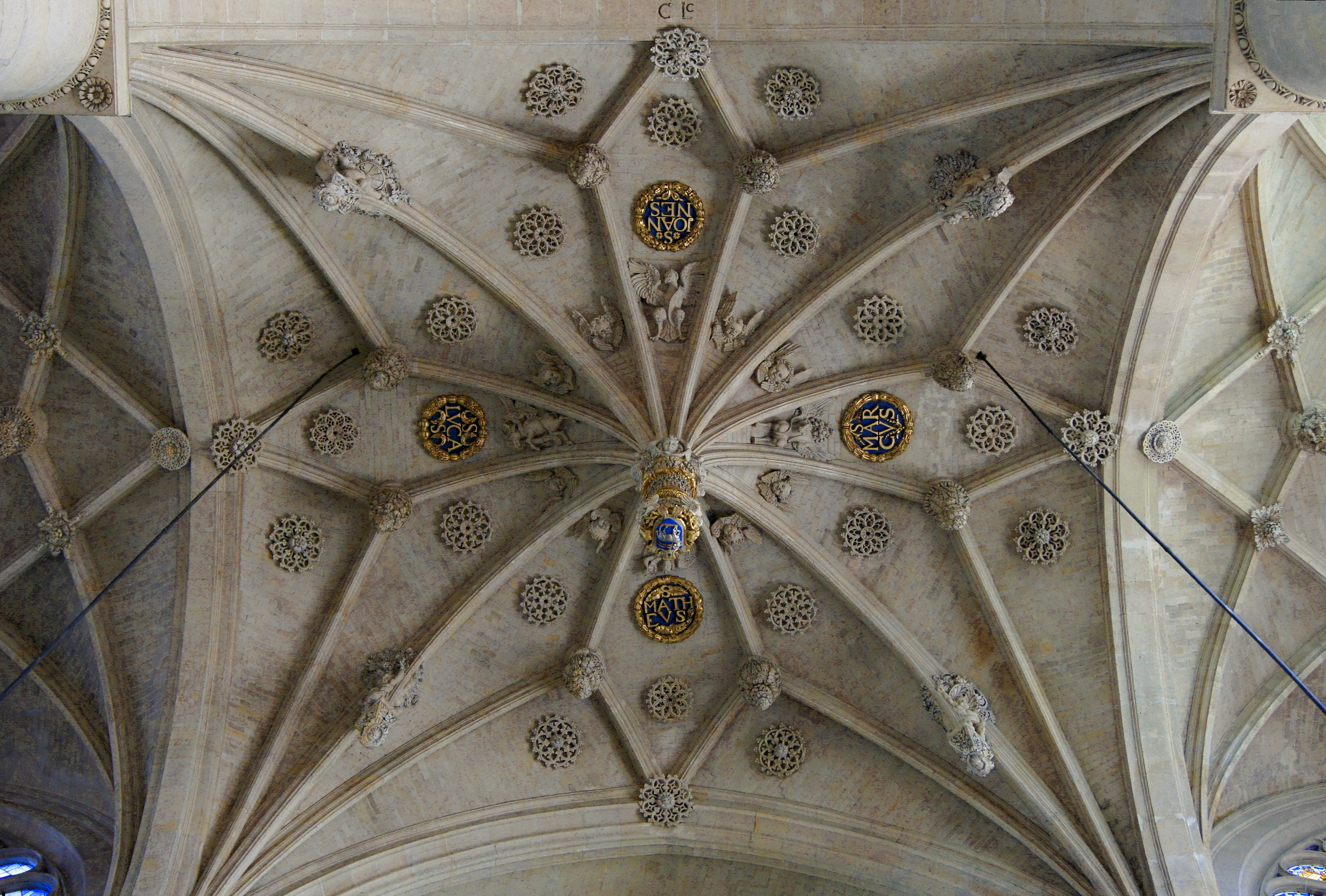
St-Étienne-du-Mont, Paris
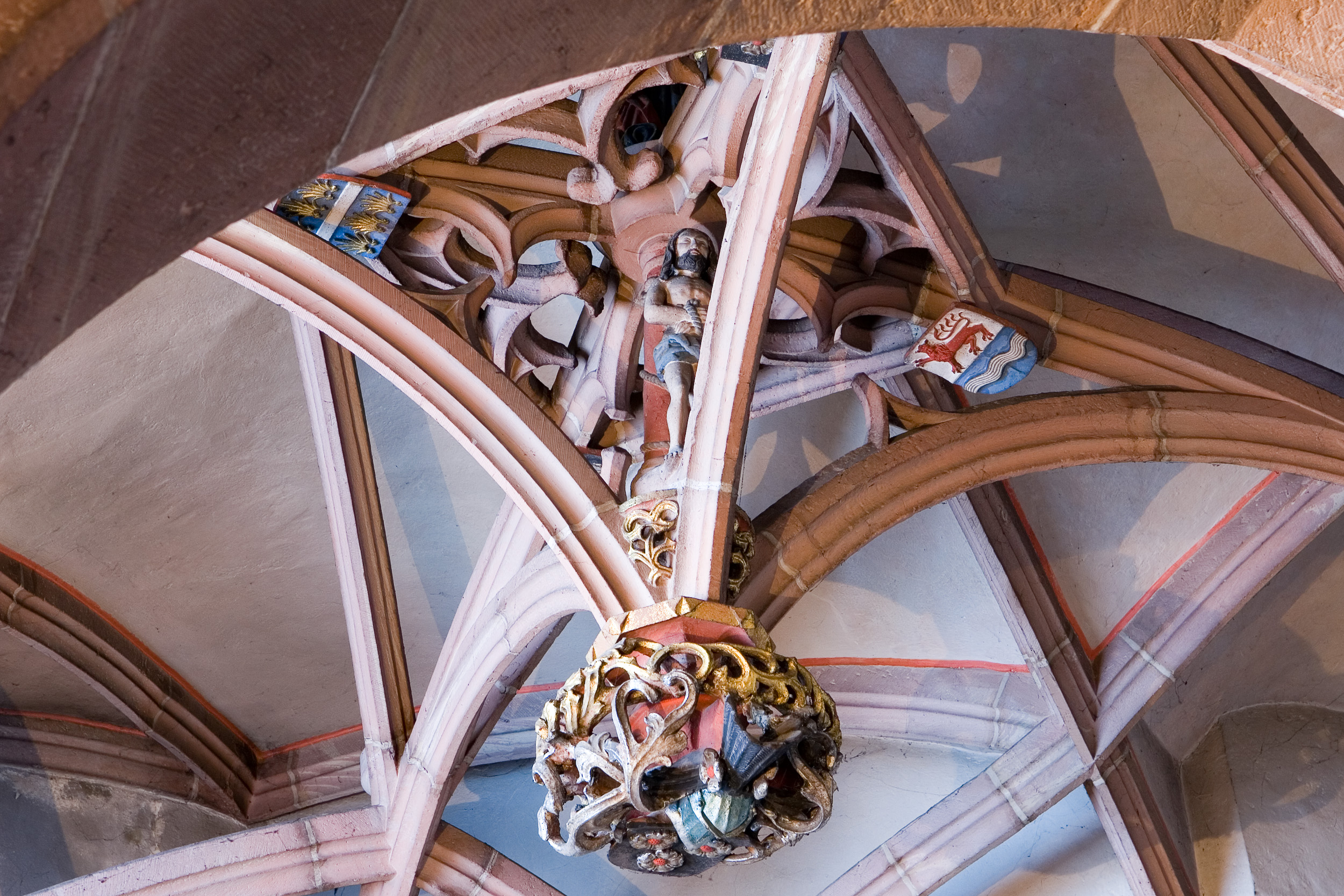
Leonhardskirche, Frankfurt am Main
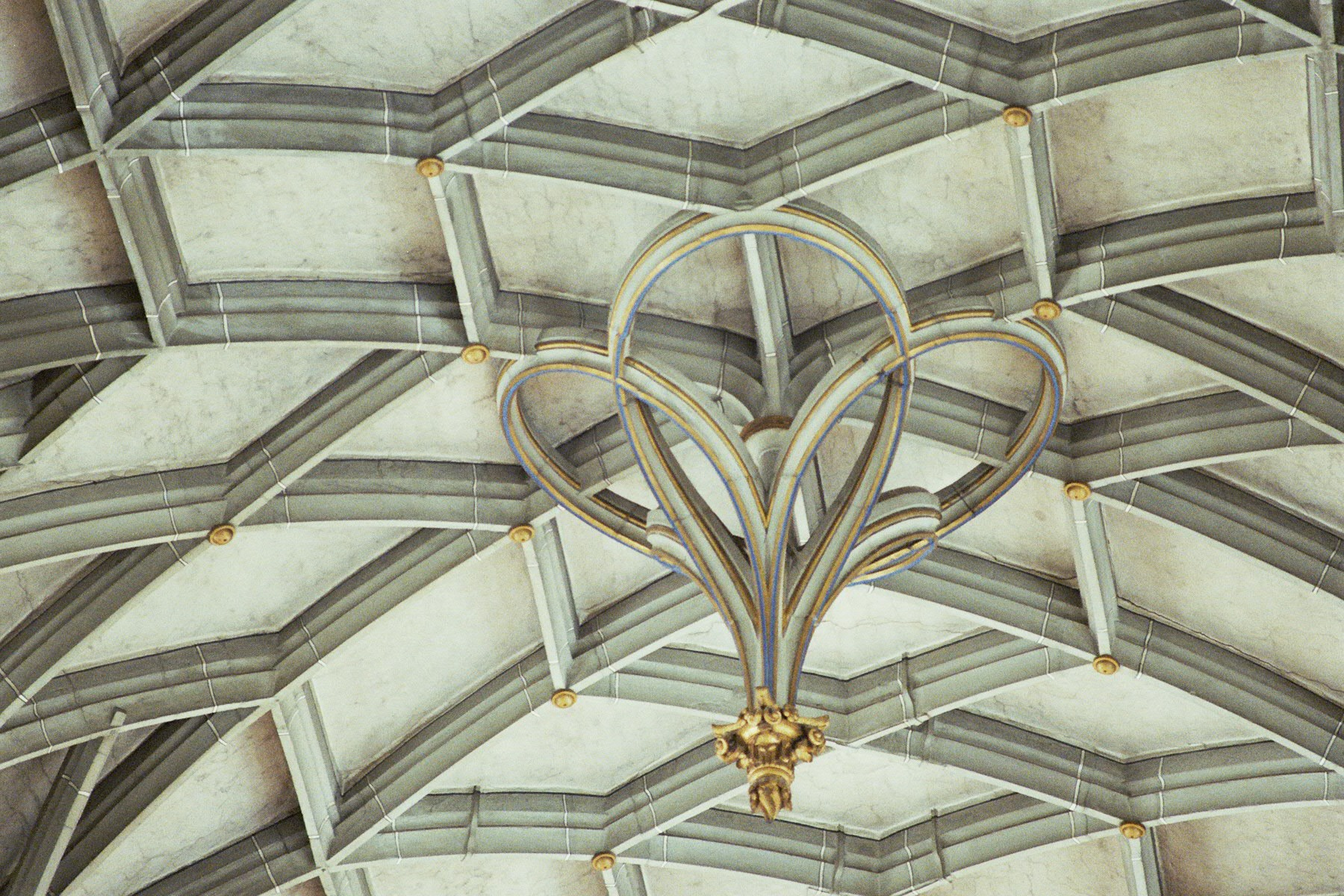
Marktkirche Unser Lieben Frauen, Halle (Saale)
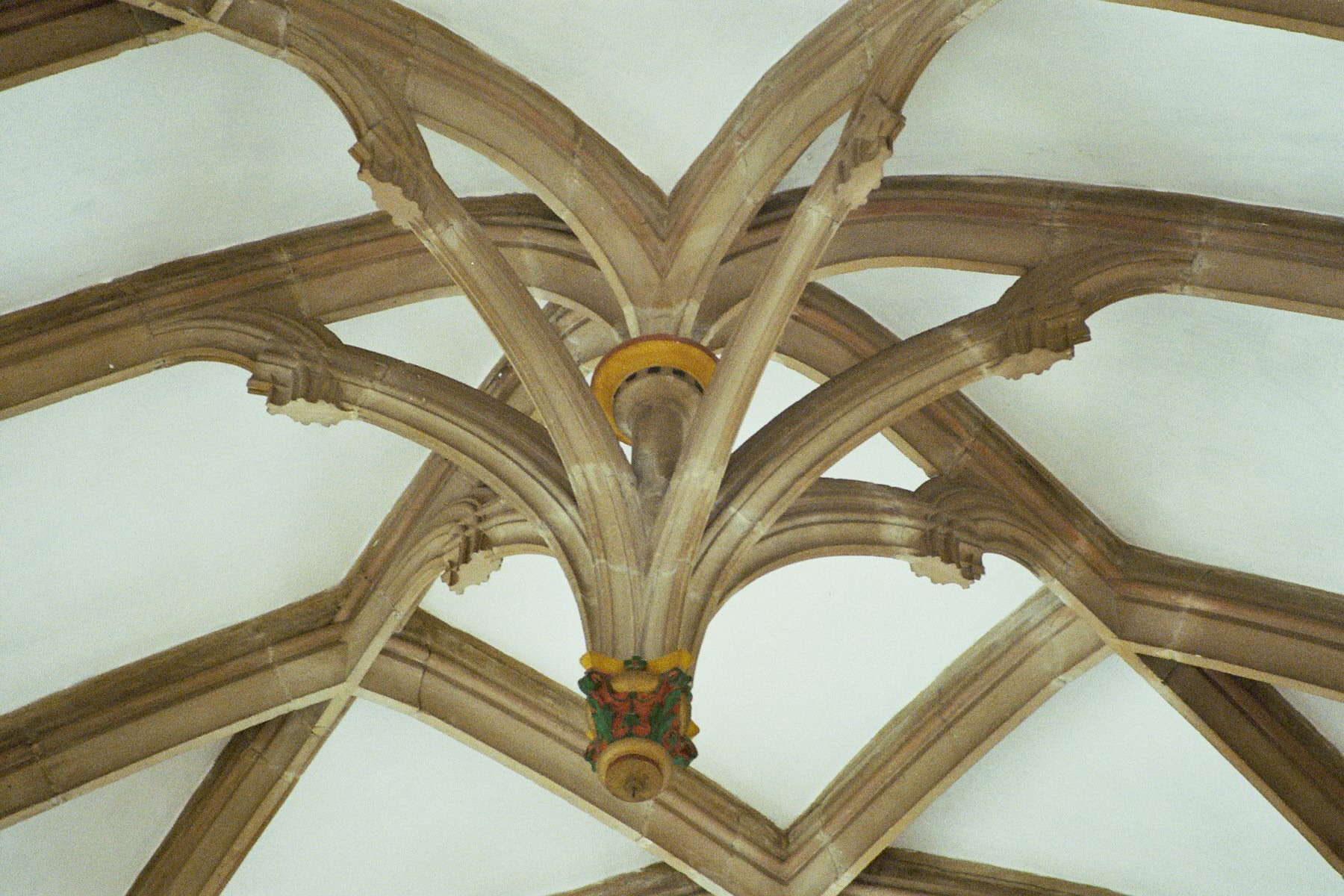
Moritzkirche, Halle (Saale)
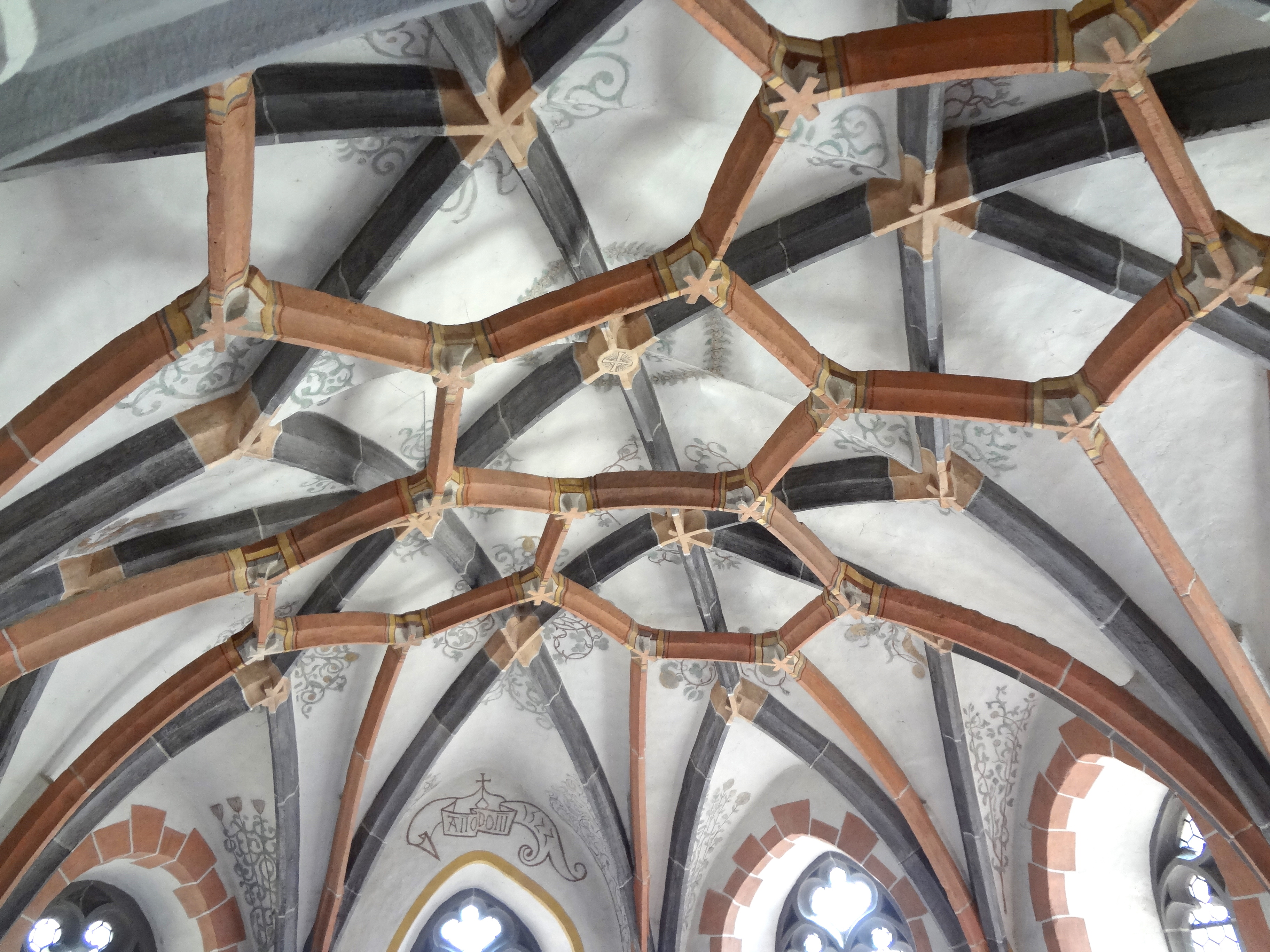
Zweischichtiges Netzgewölbe in St. Jakob (Langenstein)